# Římskokatolická farnost Jablonec
Římskokatolická farnost Jablonec je zaniklým územním společenstvím římských katolíků v rámci českokrumlovského vikariátu českobudějovické diecéze.

## O farnosti

### Historie
V osadě byla v roce 1787 postavena dřevěná kaple, na jejímž místě byl v roce 1789 postaven pozdně barokní kostel Nalezení sv. Kříže. Roku 1857 byla při kostele zřízena samostatná farnost, jejíž obvod zahrnoval však pouze samotnou obec Jablonec. Po druhé světové válce byla obec zahrnuta do Vojenského újezdu Boletice a celá obec byla i s kostelem srovnána se zemí. Farnost byla ke dni 31.12.2019 vymazána z evidence. Jejím právním nástupcem je Římskokatolická farnost Kájov.